# Grigorie Ghiță
Grigorie Ghiță (n. 21 noiembrie 1932, satul Doba, comuna Pleșoiu, județul Olt) este un general român, care a îndeplinit funcția de comandant al Comandamentului Trupelor de Securitate (1984-1990). Grigorie Ghiță a fost membru de partid din 1955.

## Biografie
Grigorie Ghiță s-a născut la data de 21 noiembrie 1932, în satul Doba din comuna Pleșoiu (județul Olt), fiind fiul lui Dumitru și Ana Ghiță. A urmat cursurile Școlii de Ofițeri de Infanterie (1952-1954), ale Academiei Militare din București - Facultatea de Arme Întrunite (1965-1968) și apoi Cursul Postacademic de Arme Întrunite (1974).
După absolvirea Școlii de Ofițeri, a fost repartizat comandant de pluton și companie într-un Regiment de infanterie și Școala de Ofițeri de Infanterie. Îndeplinește apoi funcțiile de Ofițer 5 în Marele Stat Major (1968), ajutor șef Biroul 1 din Secția Pregătire operativă, ofițer 1 în Secția Operații (1973), ofițer 1 în Secția Pază și Apărare Aeroportuară (1973-1979).
Este numit în august 1979 în funcția de șef de stat major al Armatei a 3-a (dislocată la Craiova). În mai 1980 este înaintat la gradul de colonel și numit șef al Secției de operații în Armata a 3-a, apoi devine locțiitor al comandantului Armatei a 3-a (noiembrie 1981 - noiembrie 1984). A fost înaintat la gradul de general-maior (cu o stea) în 23 august 1984.
În perioada noiembrie 1984 - martie 1990 a îndeplinit funcția de comandant al Comandamentului Trupelor de Securitate (actuala Jandarmerie) și a fost membru al CC al PCR. A fost trecut în rezervă cu gradul de general-maior la 14 mai 1990 .

## Dosarul Otopeni, nevinovăția căpitanului Ionel Zorilă, dar totuși condamnat dintr-o mare eroare și profundă superficialitate
În noaptea de 22/23 decembrie 1989, generalul Ghiță a fost unul dintre coordonatorii unei diversiuni în urma căreia au fost masacrați 50 de militari, iar 13 au fost răniți. În seara de 22 decembrie, generalul Iosif Rus, comandantul Aviației Militare, a aflat că Aeroportul Otopeni urma să fie atacat de teroriști și în jurul orei 22:00, a luat legătura, pe telefonul guvernamental, cu generalul Grigorie Ghiță, comandantul Trupelor de Securitate. Cei doi au decis întărirea pazei obiectivului militar prin trimiterea unei companii de la UM 0865 din orașul Câmpina (unitate a trupelor de securitate) care erau venite în 
București din 21 dec și urmau să vină în sprijinul dispozitivului de apărare al aeroportului.
Militarii de la Câmpina au fost îmbarcați în trei camioane și au fost întâmpinați în apropierea aeroportului de căpitanul Constantin Ionescu, ofițerul desemnat să fie călăuza care urma să-i integreze pe nou-veniți în dispozitivul de pază. Afară era întuneric, iar stațiile radio se defectaseră. Datorită lipsei de coordonare dintre factorii de răspundere și a dezinformării, operațiunea de rutină a degenerat în haos. Militarii amplasați în dispozitivul de apărare pe acoperișul Departamentului Aviației Civile al Aeroportului Otopeni nu au știu că militarii de la Câmpina au venit să-i ajute și i-au confundat cu "teroriștii" trimiși să ocupe Aeroportul.
La un moment dat, căpitanul Ionel Zorilă a tras în aer o rafală de avertisment, pentru a-i soma să se oprească pe "teroriști" . S-a iscat o confuzie și s-a deschis focul, trupele venite de la Câmpina ripostând. S-a înregistrat un masacru în doar câteva minute, 50 de militari au fost uciși, iar alți 13 au fost răniți. Au murit printre alții căpitanul Constantin Ionescu și colonelul Ion Patraș,care nu era comandantul unității de la Câmpina, în încrucișarea de focuri nimerind și un autobuz în care se aflau mai mulți angajați civili ai aeroportului .Înainte cu doua zile, unitatea din care făcea parte și I. Zorila, a dezarmat o companie de securitate care se afla ca și ei, permanent pe aeroport. Și atunci, pe buna dreptate, cum s-a spus, de ce generalii Rus și Ghiță au trimis militari în ajutor, când confrati de- ai lor erau deja arestați de către unitatea mapn de pe aeroport?  
Generalul Ghiță a fost judecat în Dosarul "Otopeni", care a investigat circumstanțele morții a 50 de militari la Aeroportul Militar Otopeni. Conform rechizitoriului Parchetului Militar: "Masacrul s-a produs din cauza îndeplinirii defectuoase a îndatoririlor de serviciu de către factorii cu funcții de răspundere din MApN și MI, respectiv generalul maior Drăghin, generalul maior Ghiță și căpitanul Zorilă. Lipsa cooperării dintre forțele din fața aerogării și cele de pe acoperișul Departamentului Aviației Civile, prin neglijența generalului Drăghin, s-a tradus și în aceea că aceste forțe de pe clădire au interpretat în mod eronat rafalele de avertisment trase de către căpitanul Zorilă și au deschis primii focul" .
Prin sentința nr.5 din 3 aprilie 2000 a Curții Supreme de Justiție - Secția penală, generalul Ghiță a fost achitat, dar rudele celor uciși au formulat recurs. Astfel, la data de 19 februarie 2001, generalul Grigorie Ghiță a fost condamnat la 6 ani de închisoare pentru comiterea infracțiunii de ucidere din culpă, prin Decizia penală nr. 20/2001 a Curții Supreme de Justiție. În vara anului 2002, procurorul general al României, Tănase Joița, a promovat recurs în anulare în favoarea inculpaților, dar acesta a fost respins la 27 ianuarie 2003 de către Curtea Supremă de Justiție.
La data de 14 aprilie 2003, restul rămas neexecutat din pedeapsa cu închisoarea al lui Grigorie Ghiță a fost grațiat printr-un decret semnat de Ion Iliescu , fiind suferind de cardiopatie ischemică cronică, hipertensiune arterială esențială, diabet zaharat tip II și dislipidemie . Decretul a justificat grațierea astfel: "din motive umanitare și pentru ca acest act de clemență să conducă la integrarea socială a celor cărora le-a fost acordat" .
Căpitanul Zorilă este singurul militar nevinovat dintre toți. El și-a făcut în mod cert datoria de militar. După cum au scris și procurorii în rechizitoriu, a fost singurul care a acționat legal, dar spunând cu alte cuvinte, faptul că a tras în aer somații de avertisment. Faptul că un alt dispozitiv de apărare a interpretat greșit somațiile și au început să tragă în camioane, nu este nici de cum de vină căpitanul Zorilă. De altfel, acesta a fost și achitat în prima instanță, însă părinții securiștilor (și ei lucrau la securitate), au făcut presiuni foarte mari, au declarat recurs și astfel și I. Zorilă a fost condamnat la 4 ani. Dar, aceeași instanță i-a redus pedeapsa la jumătate, pe loc (legea în vigoare prevedea ca pedepsele pana la 5 ani, vor fi înjumătățite), iar Parlamentul a dat o lege prin care amnistia pedepsele de până la 5 ani. Astfel, I. Zorilă a avut pedeapsa suspendată. Procurorii de atunci au făcut o gravă eroare, inculpându-l pe singurul om lucid, care a aplicat regulamentul militar întocmai.